# Хайдуров, Ефим Леонтьевич
Ефим Леонтьевич Хайдуров (16 января 1925, Мольта — 24 декабря 2012, Москва) — советский конструктор спортивных пистолетов, советский стрелок, мастер спорта СССР (1955), заслуженный тренер СССР.

## Биография
Родился в бурятском селе Мольта Иркутской области.
В 1943 году призван в армию, но на фронт не попал — как лучшего выпускника Ульяновского военного училища его направили шифровальщиком в Генштаб.
После демобилизации в 1948 году он поступил в Московский механический институт и на 3-м курсе был переведён в МВТУ им. Баумана.

## Оружейная деятельность
В 1959 году выпускник МВТУ имени Баумана Ефим Хайдуров, мастер спорта по пулевой стрельбе, сумел уговорить руководителей училища разрешить ему защиту диплома по созданной им конструкции спортивного однозарядного малокалиберного пистолета произвольного типа. Ефим сам изготовил в мастерских училища три опытных образца пистолета, получившего название «Х-1МТ» — «Бауманец» и не только защитил диплом с отличной оценкой, но и получил авторское свидетельство.
Дальнейшие разработки:
- 1961 г. - произвольный 5,6-мм пистолет ТОЗ-35, производился серийно, после модернизации 1978 года — ТОЗ-35М.
- 1962 г. — спортивный револьвер под патрон 7,62 мм Наган ТОЗ-36, серийный. В 1971 создана его модификация ТОЗ-49 под укороченный патрон 7,62 мм.
- 1964 г. — 5,6-мм пистолет для скоростной стрельбы ХР-64. Разработан совместно с оружейным мастером В. А. Разореновым к Олимпийским играм в Токио, изготавливался штучно в нескольких десятках экземпляров.
- 1968 г. — серийные пистолеты на основе ХР-64 — ИЖ-ХР-30 и ИЖ-ХР-31, стандартный и произвольный, под обычный и укороченный патроны 5,6 мм соответственно (совместно с В. А. Разореновым).
- 1979 г. — пистолет ХР-79, на основе ИЖ-ХР-31, к Олимпийским играм 1980 года в Москве.
- 1982 г. — стандартный пистолет ХР-82, на основе ИЖ-ХР-30, к Олимпиаде в Лос-Анджелесе.
- 1988 г. — пистолет для скоростной стрельбы ХРБ-88 (с участием Г. М. Бучукури, на базе ХР-79), к Олимпиаде в Сеуле.[2]

С 1972 по 1986 год был членом пистолетной комиссии Международного стрелкового союза.
Умер в 2012 году. Прах захоронен на Николо-Архангельском кладбище.

## Достижения
- Многократный чемпион и призёр чемпионатов мира, Европы, СССР, ДОСААФ и Вооружённых Сил СССР по пулевой стрельбе.
- Конструктор спортивных пистолетов ТОЗ-35, ТОЗ-35М, ХР-64, ИЖ-ХР-30, ИЖ-ХР-31, ХР-79, ХР-82, ХРБ-88, СП-08, спортивных револьверов ТОЗ-36 и ТОЗ-49 (модификация ТОЗ-36 под пистолетный патрон).

## Награды и звания
- Награждён медалью «За Победу над Германией в ВОВ 1941—1945 гг.». Имеет две медали «За трудовое отличие», орден Трудового Красного Знамени и медаль «Ветеран труда».
- за внедрение изобретения, созданного после 20 августа 1973 года вручён нагрудный знак «Изобретатель СССР». Награждён почётными грамотами Верховного Совета Бурятской АССР, ЦК ВЛКСМ, Комитета по физической культуре и спорту Совета Министров СССР и ЦК ДОСААФ СССР.
- Лауреат премии Совета Министров СССР 1983 года за разработку и внедрение высококачественной спортивно-охотничьей техники.
- Награждён Почётным знаком Мастера спорта СССР.
- Заслуженный тренер СССР.
- Заслуженный работник физической культуры Бурятской АССР.